# 麦迪逊·威尔逊
麦迪逊·威尔逊（英語：Madison Wilson，1994年5月31日—）是一位澳洲女子游泳运动员，擅长仰泳和自由泳。在喀山举办的2015年世界游泳锦标赛上，她赢得4×100米自由泳接力金牌、100米仰泳银牌和4×100米混合泳接力铜牌。在里约举办的2016年奥运会上，她赢得4×100米自由泳接力金牌和4×100米混合泳接力银牌。